# Kim Jong-soo (actor)
Kim Jong-soo (en hangul, 김종수; en hanja, 金種水; nacido en Busan el 30 de noviembre de 1964) es un actor de teatro, cine y televisión surcoreano.

## Carrera
Kim firmó un contrato de representación exclusiva con la agencia Artist Company el 13 de septiembre de 2017.
El deseo de ser actor nació en Kim Jong-soo cuando era aún estudiante de secundaria, al ver el musical Jesus Christ Superstar, pero sus padres lo disuadieron de estudiar actuación y realizó los estudios universitarios en química. En 1984, mientras asistía a la universidad en la ciudad de Ulsan, se enteró de que la compañía de teatro local Gorae estaba buscando nuevos miembros, por lo que se presentó a una audición. De este modo, al año siguiente debutó como actor teatral, y además como protagonista: le fue asignado el papel de Alan en Equus, de Peter Shaffer. Kim pudo interpretar este personaje de un adolescente de 17 años gracias a su gran delgadez; a falta de una sala teatral, la obra se representó en un salón de bodas. Desde entonces prosiguió su carrera dentro del mundo del teatro en Ulsan, donde llegó a ser presidente de la delegación de la Asociación Coreana de Actores de Teatro.
El trabajo como actor en una ciudad provincial no era lo suficientemente remunerativo como para mantenerse, por lo que Kim se ocupó en otras actividades más o menos relacionadas con su profesión: apariciones en televisión, doblaje, enseñanza de teatro a niños, periodismo cultural, etc. En 2006, después de más de setenta producciones teatrales en su haber, incluidas varias dirigidas por él mismo, Kim pasó al cine con Secret Sunshine (2007) de Lee Chang-dong, que compitió en el Festival de Cine de Cannes. En la película su personaje era el del nuevo presidente de la inmobiliaria, e intervenía en siete escenas. El actor tenía entonces 43 años.
El debut de Kim en televisión se produjo dos años más tarde, con la serie de 2009 Friend, Our Legend, dirigida por Kwak Kyung-taek. Su papel, dentro del reparto secundario, era el del padre del protagonista Han Dong-soo, interpretado por Hyun Bin.
Después de estos dos personajes, el trabajo que dio a conocer al público el rostro de Kim Jong-soo fue el papel de un ejecutivo norcoreano de alto rango que deserta al sur en Poongsan (2011), película dirigida por Jeon Jae-hong, pero escrita y producida por Kim Ki-duk. Otros trabajos destacados los llevó a cabo en la película histórica sobre la mafia de Yoon Jongbin Nameless Gangster: Rules of Time (2011), y especialmente en la serie Misaeng, que constituyó un auténtico fenómeno social cuando salió a antena. El propio Kim considera esta serie como un punto de inflexión en su carrera, que le permitió acceder a papeles de mayor relieve.
Kim Jong-soo ha estado muy activo tanto en la pantalla grande como en la pequeña desde entonces, con créditos anuales que a menudo alcanzan los dos dígitos. En ese sentido, 2016 se destaca como el año más prolífico hasta la fecha, ya que se le pudo ver en cines en A Violent Prosecutor e Insane, ambas estrenadas en los primeros meses del año, así como en el exitoso drama de desastres Tunnel; la pieza de época The Map Against the World; la película de gánsteres Asura: The City of Madness; el romance lésbico independiente, aclamado por la crítica, Our Love Story; y la comedia policíaca The Sheriff In Town.
Más recientemente, ha hecho apariciones notables en la película histórica 1987: When the Day Comes (2017), la serie Innocent Witness, y la exitosa comedia Extreme Job (2018), que se convirtió en la segunda película de mayor audiencia en Corea del Sur. El año 2019 lo vio aparecer en Bring Me Home, Start-up y Baseball Girl, y también fue un personaje recurrente en la exitosa serie original de Netflix Kingdom. En el mismo año de 2019 celebró públicamente el trigésimo quinto aniversario de su debut.
Después de Samjin Company English Class (2020), regresó a las pantallas en 2022 en el thriller político Kingmaker.
En 2023, en el filme Dream, volvió a destacar con su interpretación del miembro más anciano del equipo de personas sin hogar. Del mismo año es Smugglers, una película de acción que constituyó uno de los grandes éxitos de taquilla del año. En ella interpreta el papel del antagonista, un estricto oficial de aduanas que intenta controlar el contrabando en un pueblo costero. Gran parte de las escenas se desarrolla en el agua, y Kim aludía humorísticamente en la presentación del filme que le había servido de ayuda su servicio militar en infantería de marina.

## Filmografía

### Cine
| Año  | Título                                  | Hangul                            | Papel                               | Notas                 | Ref.          |
| ---- | --------------------------------------- | --------------------------------- | ----------------------------------- | --------------------- | ------------- |
| 2007 | Secret Sunshine                         | 밀양                              | Nuevo presidente                    |                       | [ 6 ] [ 10 ]  |
| 2008 | Romantic Island                         | 로맨틱 아일랜드                   | Mover                               |                       |               |
| 2009 | Wish                                    | 바람: Wish                        | Jefe cosmético                      |                       |               |
| 2010 | No Mercy                                | 용서는 없다                       | Abogado                             |                       |               |
| 2011 | Play                                    | 플레이                            | Jefe del club                       |                       |               |
| 2011 | Poongsan                                | 풍산개                            | Desertor norcoreano                 |                       | [ 15 ] [ 16 ] |
| 2012 | Nameless Gangster: Rules of the Time    | 범죄와의 전쟁: 나쁜놈들 전성시대  | Gerente Jang                        |                       | [ 17 ]        |
| 2012 | Home Sweet Home                         | 홈 스위트 홈                      | Profesor Ma                         |                       |               |
| 2012 | Mr. XXX-Kisser                          |                                   | Director Jung                       |                       |               |
| 2013 | Fists of Legends                        | 전설의 주먹                       | Editor jefe                         |                       | [ 2 ]         |
| 2013 | Minority Opinion                        | 소수의견                          | Jo Goo-hwan                         |                       | [ 18 ] [ 19 ] |
| 2014 | Man in Love                             | 남자가 사랑할 때                  | Jefe de seguridad                   |                       |               |
| 2014 | Socialphobia                            | 소셜포비아                        | Profesor                            |                       |               |
| 2015 | Mongolian Princess                      | 몽골리안 프린세스                 | Actor de cine                       |                       |               |
| 2015 | Twenty                                  | 스물                              | Tío de Dong-woo                     |                       |               |
| 2015 | The Unfair                              |                                   | Kenson                              |                       |               |
| 2016 | A Violent Prosecutor                    | 검사외전                          | Juez principal Park Chung-jik       |                       | [ 20 ]        |
| 2016 | One Way Trip                            | 글로리데이                        | Jefe de equipo Oh                   |                       | [ 21 ] [ 22 ] |
| 2016 | Insane                                  | 날, 보러와요                      | Director Cha                        |                       | [ 23 ] [ 24 ] |
| 2016 | The Boys Who Cried Wolf                 | 양치기들                          | Goh Suk-tae                         |                       | [ 25 ]        |
| 2016 | Horror Stories 3                        | 무서운 이야기 3: 화성에서 온 소녀 | Anciano de pelo gris                |                       |               |
| 2016 | Seondal: The Man Who Sells the River    | 봉이 김선달                       | Noble                               |                       |               |
| 2016 | Tunnel                                  | 터널                              | Ejecutivo de empresa de perforación | Aparición especial    |               |
| 2016 | The Map Against the World               | 고산자, 대동여지도                | Kim Byung-hak                       |                       |               |
| 2016 | Our Love Story                          | 연애담                            | Padre de Ji-soo                     |                       | [ 26 ]        |
| 2016 | Asura: The City of Madness              | 아수라                            | Eun Choong-ho                       |                       | [ 27 ]        |
| 2017 | The Sheriff in Town                     | 보안관                            | Yong-Hwan                           |                       | [ 15 ]        |
| 2017 | The Poet and the Boy                    | 시인의 사랑                       | CEO de Dongin                       |                       |               |
| 2017 | Room No.7                               | 7호실                             | Agente inmobiliario                 | Aparición especial    |               |
| 2017 | 1987: When the Day Comes                | 1987                              | Park Jung-ki                        |                       | [ 28 ] [ 29 ] |
| 2018 | Infiltrado en el Norte                  | 공작                              | CEO Kim                             |                       |               |
| 2018 | Dark Figure of Crime                    | 암수살인                          | Capitán Masoo                       |                       | [ 30 ]        |
| 2018 | The Drug King                           | 마약왕                            | Choi Kwang-hyun                     |                       | [ 31 ] [ 32 ] |
| 2019 | Extreme Job                             | 극한직업                          | Dueño de restaurante de pollo       |                       | [ 33 ]        |
| 2019 | Innocent Witness                        | 증인                              | Man-ho                              |                       |               |
| 2019 | Money                                   | 돈                                | Jefe de departamento Kim            |                       |               |
| 2019 | Bring Me Home                           | 나를 찾아줘                       | Capitán Choi                        |                       | [ 10 ]        |
| 2019 | The Fault Is Not Yours                  | 어제 일은 모두 괜찮아             | Director de hospital                |                       |               |
| 2019 | Ok! Madam                               | 오케이! 마담                      | Choi Yeong-cheol                    | Aparición especial    | [ 34 ]        |
| 2019 | Start-Up                                | 시동                              | Presidente Kong                     |                       | [ 35 ]        |
| 2019 | Baseball Girl                           | 야구소녀                          | Entrenador Park                     |                       | [ 36 ]        |
| 2020 | Samjin Company English Class            | 삼진 그룹 영어 토익 반            | Bong Hyun-chul                      |                       | [ 37 ]        |
| 2022 | Kingmaker                               | 킹메이커                          | Presidente                          |                       | [ 38 ]        |
| 2022 | Hunt                                    | 헌트                              | Director Ahn                        |                       | [ 39 ]        |
| 2022 | Life Is Beautiful                       | 인생은 아름다워                   |                                     |                       | [ 40 ]        |
| 2023 | Phantom                                 | 유령                              | Proyeccionista                      | Aparición especial    | [ 41 ]        |
| 2023 | Dream                                   | 드림                              | Kim Hwan-dong                       |                       | [ 11 ] [ 42 ] |
| 2023 | Smugglers                               | 밀수                              | Lee Jang-chun                       |                       | [ 43 ] [ 44 ] |
| 2023 | Ransomed                                | 비공식작전                        | Ministro de Asuntos Exteriores Choi |                       | [ 45 ]        |
| 2023 | Dr. Cheon and Lost Talisman             | 천박사 퇴마 연구소: 설경의 비밀   | Presidente Hwang                    |                       | [ 46 ] [ 47 ] |
| 2023 | Hopeless                                | 화란                              | Joong-beom                          |                       | [ 48 ]        |
| 2024 | Hijack 1971                             | 하이재킹                          | Jang Young-hwan                     |                       | [ 49 ]        |
| 2024 | Revolver                                | 리볼버                            | Gerente de Eastern Promise          |                       | [ 50 ] [ 51 ] |
| 2024 | Bogotá: Tierra de últimas oportunidades | 보고타: 마지막 기회의 땅          | Padre de Guk-hee                    | Rodada en 2020 y 2021 | [ 52 ]        |

### Series de televisión
| Año     | Título                              | Papel                        | Canal   | Notas                | Ref.          |
| ------- | ----------------------------------- | ---------------------------- | ------- | -------------------- | ------------- |
| 2009    | Friend, Our Legend                  | Padre de Dong-su             | MBC     |                      |               |
| 2013    | Prime Minister and I                | Kong Taek-soo                | KBS2    |                      |               |
| 2014    | Three Days                          | Byeon Tae-hoon               | SBS     |                      | [ 53 ]        |
| 2014    | Misaeng                             | Jefe de depto. Kim Boo-ryeon | tvN     |                      | [ 5 ] [ 54 ]  |
| 2015    | The Jinbirok: A Memoir of Imjin War | Hwang Yoon-gil               |         |                      |               |
| 2015    | Producers                           | Baek Bo-sun                  | KBS2    |                      | [ 55 ]        |
| 2015    | Six Flying Dragons                  | Lee Saek                     | SBS     |                      | [ 56 ] [ 57 ] |
| 2016    | Pied Pieper                         | Yang Chung-jang              | tvN     |                      | [ 58 ] [ 59 ] |
| 2016    | A Beautiful Mind                    | Shin Dong-jae                | KBS2    |                      | [ 60 ]        |
| 2017    | The Emperor: Owner of the Mask      | Joo Jin-myung                | MBC     |                      | [ 15 ]        |
| 2017    | Distorted                           | Min Young-ho                 | SBS     |                      |               |
| 2017    | Argon                               | So Tae-seob                  | tvN     |                      | [ 61 ]        |
| 2018    | Queen of Mystery 2                  | Jefe Shin Jang-goo           | KBS2    |                      | [ 62 ] [ 63 ] |
| 2019    | Haechi                              | Lee Yi-kyum                  | SBS     |                      | [ 64 ]        |
| 2019    | Kingdom                             | Kim Soon                     | Netflix | Serie web, 1.º temp. | [ 65 ]        |
| 2019    | Vagabond                            | Director general del NIS An  | SBS     |                      | [ 66 ] [ 67 ] |
| 2019    | The Lies Within                     | Kim Seung-cheol              | OCN     |                      | [ 68 ]        |
| 2021-22 | Snowdrop                            | Kim Man-dong                 | jTBC    |                      | [ 69 ] [ 70 ] |
| 2023    | Mi perfecto desconocido             | Byung-gu                     | KBS2    |                      | [ 71 ]        |
| 2023    | Moving                              | Hwang Ji-seong               | Disney+ | Serie web            | [ 72 ]        |
| 2024    | Gangnam, bajos fondos               | Choi Hak-gu                  | Disney+ | Serie web            | [ 73 ] [ 74 ] |
| 2025    | Submundo                            | Song Gi-taek                 | Disney+ | Serie web            | [ 75 ]        |